# Cerapteryx manca
Cerapteryx manca är en fjärilsart som beskrevs av Ljungdahl. 1918. Cerapteryx manca ingår i släktet Cerapteryx och familjen nattflyn. Inga underarter finns listade i Catalogue of Life.